# Green Lake (Wisconsin)
Green Lake ist eine Stadt (mit dem Status „City“) und Verwaltungssitz des Green Lake County im US-amerikanischen Bundesstaat Wisconsin. Im Jahr 2010 hatte Green Lake 960 Einwohner.

## Geografie
Green Lake liegt im südöstlichen Zentrum Wisconsins am Nordufer des gleichnamigen Green Lake, rund 40 km westlich des Lake Winnebago sowie rund 100 km westlich des Michigansees.
Die geografischen Koordinaten von Green Lake sind 43°50'39" nördlicher Breite und 88°57'36" westlicher Länge. Das Stadtgebiet erstreckt sich über eine Fläche von 5,34 km² und ist von der Landseite vollständig von der Town of Brooklyn umgeben, ohne dieser anzugehören.
Nachbarorte von Green Lake sind Berlin (11 km nordnordöstlich), Ripon (11,6 km östlich), Fairwater (18,1 km südöstlich), Markesan (22,1 km südsüdwestlich), Sherwood Forest (am südwestlichen Stadtrand) und Princeton (14,6 km westlich).
Die nächstgelegenen größeren Städte sind Green Bay am Michigansee (123 km nordöstlich), Wisconsins größte Stadt Milwaukee (145 km südöstlich), Chicago in Illinois (294 km südsüdöstlich), Rockford in Illinois (203 km südlich) und Wisconsins Hauptstadt Madison (112 km südsüdwestlich).

## Verkehr
Nördlich des Stadtgebiets von Green Lake treffen die Wisconsin State Highways 23 und 49 zusammen. Alle weiteren Straßen sind untergeordnete Landstraßen, teils unbefestigte Fahrwege sowie innerörtliche Verbindungsstraßen.
Die nächsten Flughäfen sind der Dane County Regional Airport in Madison (109 km südsüdwestlich) und der Milwaukee Mitchell International Airport in Milwaukee (154 km südöstlich).

## Bevölkerung
Nach der Volkszählung im Jahr 2010 lebten in Green Lake 960 Menschen in 491 Haushalten. Die Bevölkerungsdichte betrug 179,8 Einwohner pro Quadratkilometer. In den 491 Haushalten lebten statistisch je 1,88 Personen.
Ethnisch betrachtet setzte sich die Bevölkerung zusammen aus 98,8 Prozent Weißen, 0,2 Prozent Afroamerikanern, 0,2 Prozent amerikanischen Ureinwohnern, 0,3 Prozent Asiaten sowie 0,1 Prozent (eine Person) aus anderen ethnischen Gruppen; 0,4 Prozent stammten von zwei oder mehr Ethnien ab. Unabhängig von der ethnischen Zugehörigkeit waren 1,9 Prozent der Bevölkerung spanischer oder lateinamerikanischer Abstammung.
14,1 Prozent der Bevölkerung waren unter 18 Jahre alt, 61,4 Prozent waren zwischen 18 und 64 und 24,5 Prozent waren 65 Jahre oder älter. 49,2 Prozent der Bevölkerung war weiblich.
Das mittlere jährliche Einkommen eines Haushalts lag bei 40.972 USD. Das Pro-Kopf-Einkommen betrug 32.949 USD. 5,5 Prozent der Einwohner lebten unterhalb der Armutsgrenze.

## Bekannte Bewohner
- Shannon Whirry (* 1964) – Schauspielerin – geboren in Green Lake